# Пояна-Ампоюлуй
Пояна-Ампоюлуй (рум. Poiana Ampoiului) — село у повіті Алба в Румунії. Входить до складу комуни Метеш.
Село розташоване на відстані 280 км на північний захід від Бухареста, 14 км на захід від Алба-Юлії, 78 км на південь від Клуж-Напоки.

## Населення
За даними перепису населення 2002 року у селі проживала 321 особа.
Національний склад населення села:
| Національність | Кількість осіб | Відсоток |
| -------------- | -------------- | -------- |
| румуни         | 311            | 96,9%    |
| цигани         | 7              | 2,2%     |

Рідною мовою назвали:
| Мова      | Кількість осіб | Відсоток |
| --------- | -------------- | -------- |
| румунська | 311            | 96,9%    |
| циганська | 7              | 2,2%     |